# فيلي كار
فيلي كار (بالإنجليزية: Willie Carr)‏ (6 يناير 1950 بغلاسكو في المملكة المتحدة - ) هو لاعب كرة قدم بريطاني في مركز الوسط. شارك مع منتخب اسكتلندا تحت 21 سنة لكرة القدم ومنتخب اسكتلندا لكرة القدم. أما مع النوادي، فقد لعب مع كوفنتري سيتي ونادي ميلوول ووولفرهامبتون واندررز وميدستون يونايتد وستافورد رينجرز ونادي ووستر سيتي ونادي ستوربريدج وويلنهول تاون ‏.

## وصلات خارجية
- فيلي كار على موقع الاتحاد الإسكتلندي (الإنجليزية)
- فيلي كار على موقع قاعدة بيانات كرة القدم.إي يو (الإنجليزية)